# Pachypsylla pallida
Pachypsylla pallida är en insektsart som beskrevs av Patch 1912. Pachypsylla pallida ingår i släktet Pachypsylla och familjen rundbladloppor. Inga underarter finns listade i Catalogue of Life.